# Фули
Фули (вьет. Phủ Lý) — город в северо-восточной части Вьетнама. Административный центр провинции Ханам.

## История
Во время войны во Вьетнаме город был почти полностью разрушен в результате сильных американских бомбардировок в 1966 году. 

## География
Абсолютная высота — 20 метров над уровнем моря. Расположен в 59 км к югу от столицы страны, города Ханой.

## Население
По данным на 2013 год численность населения составляет 13 867 человек.
Динамика численности населения города по годам:
| 2000   | 2013   |
| ------ | ------ |
| 11 812 | 13 867 |